# Deutsche Fußballnationalmannschaft (U-17-Junioren)
Die deutsche U-17-Fußballnationalmannschaft ist eine Nationalmannschaft des DFB, der nur Spieler des älteren Jahrgangs der B-Junioren angehören und die deutsche Staatsangehörigkeit besitzen. Cheftrainer ist Michael Prus.

## Geschichte
In der seit 2001 in B 1-Junioren umbenannten A 2-Junioren-Auswahl (U17) sind nur Spieler vor dem vollendeten 17. Lebensjahr spielberechtigt und gingen infolge einer Regeländerung bezüglich des Stichtages (vom 1. August auf den 1. Januar eines Jahres) aus der U-16-Nationalmannschaft hervor, deren Spieler das 16. Lebensjahr noch nicht vollendet haben durften.
Seit Juli 2017 wechselt der Cheftrainer jährlich zum 1. Juli auf die Trainerposition der U-15-Junioren und der vorherige Cheftrainer der U-16-Junioren wird zum neuen Cheftrainer der U-17-Fußballnationalmannschaft. Hierdurch wird erreicht, dass die Spieler eines Jahrgangs von der U-15-Altersklasse bis zur U-17-Altersklasse durchgängig vom selben Cheftrainer betreut werden. Seit Einführung dieser Trainer-Rotation waren folgende Cheftrainer für die U-17-Junioren tätig: Michael Prus (2017/18, 2020/21, 2023/24), Michael Feichtenbeiner (2018/19), Christian Wück (2019/20, 2022/23) und Marc-Patrick Meister (2021/22).
Lediglich von November bis Anfang Dezember 2023 war Christian Wück ausnahmsweise außerhalb der Rotation als Cheftrainer der U-17-Fußballnationalmannschaft verantwortlich, da der von ihm zuvor betreute Jahrgang die U-17-Fußball-Weltmeisterschaft erreicht hatte und diese Weltmeisterschaft jedoch erst nach seiner eigentlichen Amtszeit ausgetragen wurde. Unter seiner Führung gewann die deutsche Junioren-Nationalmannschaft die U-17-Fußball-Weltmeisterschaft 2023.

## Spielbetrieb
Im Gegensatz zu den U-16-Junioren werden für die U-17-Junioren Wettbewerbe der UEFA (Europameisterschaften) und der FIFA (Weltmeisterschaften) ausgerichtet. Erstmals 1982 zweijährlich und ab 1985 jährlich ausgerichtet, nahm Deutschland bei 28 Turnieren 19 Mal an Europameisterschaften teil; neunmal konnte man sich für die Endrunde nicht qualifizieren, viermal schied man jeweils in der Gruppenphase und im Viertelfinale (davon dreimal in Folge durch Elfmeterschießen) aus. Dreimal Dritter, zweimal Zweiter und viermal Europameister waren die positiven Ergebnisse. Bei den seit 1985 erstmals und im Zwei-Jahres-Rhythmus ausgetragenen Weltmeisterschaften konnte sich eine U-17-Nationalmannschaft sechsmal für die Endrunde nicht qualifizieren, zweimal schied man nach der Gruppenphase, je einmal im Achtel- und Viertelfinale aus. Einmal Dritter (nach achtjähriger Abstinenz) und einmal Zweiter waren die positiven Ergebnisse, ehe man 2023 erstmals U-17-Weltmeister wurde.

## Aktuelles

### Spiele
- Spiele und Termine auf dfb.de

### Kader
- Aktueller Kader auf dfb.de

### Trainerstab
- Aktuelle Sportliche Leitung auf dfb.de

## Erfolge der U16/U17-Nationalmannschaft

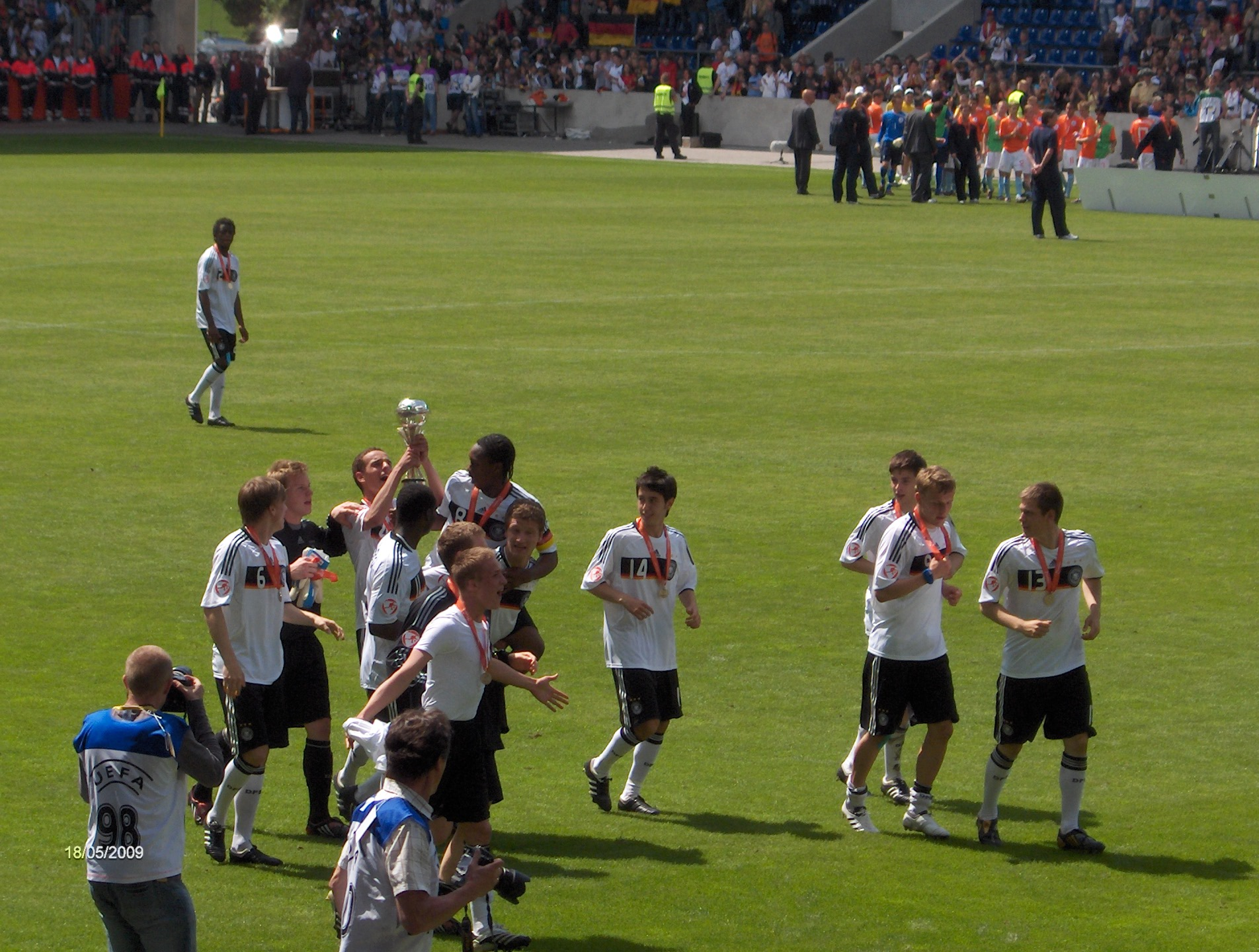
Ehrenrunde der Europameister 2009

U-17-Weltmeisterschaften (Teilnahme an 11 von 19 Turnieren)
- Weltmeister 2023
- Zweiter der Weltmeisterschaft 1985 (U-16)
- Dritter der Weltmeisterschaften 2007 und 2011
- Vierter der Weltmeisterschaft 1997
- Viertelfinalist der Weltmeisterschaften 1991 und 2017
- Achtelfinalist der Weltmeisterschaften 2009 und 2015
- Teilnehmer der Weltmeisterschaften 1995 und 1999

U-17-Europameisterschaften
- Europameister 1984, 1992, 2009 und 2023
- Zweiter der Europameisterschaft 1982, 1991, 2011, 2012 und 2015
- Dritter der Europameisterschaft 1995, 1997 und 1999
- Halbfinalist der Europameisterschaft 2016 und 2017 (keine Spiele um Platz 3)

Durch den Gewinn des Europameistertitels und des Weltmeistertitels im Jahr 2023 durch denselben Geburtsjahrgang (2006), stellen die deutschen U-17-Junioren die erste europäische Mannschaft ihrer Altersklasse, der diese Leistung gelang.
Vier-Nationen-Turniere
- 1. Platz: 2016 (in Deutschland), 2018 (in Irland), 2021 (in Deutschland)
- 2. Platz: 2017 (in Deutschland), 2018 (in Deutschland), 2019 (in Deutschland)
- 3. Platz: 2016 (in Kroatien), 2017 (in England), 2022 (in Deutschland)
- 4. Platz: 2015 (in Deutschland), 2023 (in Deutschland)

U-17-Algarve-Cup Portugal (bis 2002: U16)
- Erster Platz (6): 2007, 2013, 2014, 2015, 2016, 2024
- Zweiter Platz (4) 1990, 2011, 2018, 2022
- Dritter Platz (3): 1985, 2017, 2020
- Vierter Platz (4): 1980, 1988, 2019, 2023

U-16-Nordic-Cup (seit 2005: U17)
- 1977, 1978, 1979
  - weitere Teilnahmen: 1975 (2. Platz), 1980 (2. Platz)

- Höchster Sieg: 12:0 gegen Belgien am 9. Mai 1981 in Genk